# 真・女神転生カーン
『真・女神転生カーン』（しん・めがみてんせい カーン）は、柳澤一明による日本の漫画作品。『コミックビーム』（アスキー・アスペクト/エンターブレイン）の1995年12号から2002年9月号にかけて連載された。

## 概要
『週刊ファミコン通信増刊ファミコミ』に連載された作者を同じとする『真・女神転生if... 学園の悪魔使い』をプレストーリーとしており、女神転生シリーズの世界を独自のベクトルで掘り下げ『真・女神転生if...』の登場人物や物語を『真・女神転生』本編の流れに組み込んだ作品となっている。
魔界を垣間見た『真・女神転生if...』の登場人物が異質な因子として『真・女神転生』の世界に加わることで、サイバースペースのリアルが一転するのではなかろうかという柳澤一明のアイディアをアトラスに打診したところ了承と支援の回答を受け、1995年11月に創刊された『コミックビーム』の第1号の巻頭カラーを飾り連載を開始した。基本的には一色刷りで掲載されているが、単行本の一部のページでは二色刷りで印刷され掲載されている場面もある。
ファミ通文庫より小説版が発売された。詳細は後述するが、登場人物は一部共通するもののストーリーはまったく別の話となっている。本項では特に記述の無い場合は原作である漫画の内容について記す。

## ストーリー
199X年・東京、軽子坂高校が魔界へと転移してから半年。560名の生徒と28名の教職員が姿を消したこの事件は集団失踪事件として片付けられ、やがて人々の記憶からも忘れ去られようとしていた。2名の生徒が生還したこともあまり知られてはいない。
魔界から生還したノブとユミは新たな学校で高校生活を送るが、この事件の真相を知った駐日アメリカ合衆国大使でメシア教の司祭でもあるトールマンは2人に眼をつけユミを拉致し洗脳する。一方、自衛隊一等陸佐のゴトウはメシア教の真の目的が日本人抹殺であることを見抜き、ノブに共闘を申し入れる。トールマンはアメリカ大使館の地下深くで封印されている"忌まわしきもの"をユミの手によって復活させようと目論み、それを阻止せんとユミの元へ急ぐノブ。そこでノブはユミが正気であることに気付く。ユミは"忌まわしきもの"を封印し続けた秘剣・ヒノカグツチの限界を察知し、人間の未来のために剣を引き抜く。復活した"忌まわしきもの"は地上を劫火で覆い人間の物質文明を崩壊させ、人類は滅亡の危機に瀕した。

## 登場人物

### メインキャラクター
ノブ / 秋山 ノブ（あきやま ノブ）
本作の主人公。前作ではユミやピクシー、アンリ・マンユと共に魔神皇・ハザマを倒すことで魔界から生還した。生還後は粗暴な性格に変貌したことで悪魔の匂いをかぎ分けられるようになった。魔界から生還したその能力と隠し持つ悪魔召喚プログラムをメシア教のトールマンに狙われたことで、トールマンの使い魔によって母親を惨殺される。
混沌が跋扈する時代において常にユミと一緒に存在し、転生を繰り返しながら混沌を清掃してきた。
ユミ / 白川 由美（しらかわ ゆみ）
前作でノブと共にハザマと戦い、魔界から生還した少女。生還後は全寮制の女子高に転校し新たな生活を送っていた。トールマンからは当初はノブを捕まえるための囮と考えられていたが、天津神と共鳴したその能力から洗脳されメシアとして仕立て上げられた。しかし、人間の未来のために己の意思でヒノカグツチを抜き、"忌まわしきもの"を解放する。自分の死により天津神の力を解放した後にノブとピクシーを悪魔召喚プログラムのディスクに封じることで2人を助けた。
サラー
ユミの転生した姿。災厄後の世界ではメシア教の使徒として、特殊な能力を持つ子供たちをカテドラルに導いていた。
レイコ / 赤根沢 玲子（あかねざわ れいこ）
ノブが転校した高校に在籍するクラスメイトの少女。ハザマの実妹であり、毎週日曜日には必ず礼拝に行くクリスチャン。兄のハザマを受胎し、世界が死んだ日にその命を解放した。
ピクシー
前作でノブと協力してハザマを倒した仲魔。前作ではティンカーベル並みのミニサイズの妖精であったが、今作では人間サイズで描かれている。その経緯についての説明は無いが、小説版では人間界に分子定着させる時に少しでもノブに近づけるために魔力を用いて外見的魔特徴を消去したとしている。ノブに好意を寄せており、服装を気にするなど人間らしい一面を持っている。
アンリ・マンユ / トキ
前作でノブと協力してハザマを倒した仲魔の魔王。因縁の相手であるハザマが転生したことから察知し、オザワ配下の悪魔狩人の「トキ」という人間の姿になりすまして人間界に赴いた。

### サブキャラクター
ゴトウ / 五島 成輪（ごとう せいわ）
自衛隊一等陸佐で、ゴトウ師団という非正規部隊を率いている。トールマンの千年王国構想とそれに伴う日本人抹殺計画を阻止するために、駐日アメリカ大使館と軽子坂高校の制圧を含むクーデターを企てる。
オザワ / 尾沢 一郎（おざわ いちろう）
ゴトウの部下で、合気道に似た術を使用する。悪魔との戦闘によって右手右足を失い、静養している最中に災厄の時を迎える。災厄後の世界では悪魔狩人やデビルサマナーを率いて地下世界を牛耳りながら、ゴトウの意思を継ぎトールマンを倒す者が現れるのを待ち続けている。
クガ / 久賀 欣慈郎（くが きんじろう）
東京に事務所を構える探偵。とある両親から悪魔に襲われメシア教に取り込まれた娘の内偵を頼まれたことからノブ達の戦いに巻き込まれる。
オセ
アザブの村を統治する大男で、その正体は悪魔の族長。人間界での災厄後、異変が伝播し種族同士の争いが絶えなくなった魔界を捨て種族とともにアザブの地に根を下ろそうとしている。ユイリという人間の少女を娘として育てている。
マイネ
サラーに従事するメシア教の戦士。サラーこそがメシアと信じ、メシア教やトールマンではなくサラーに対して忠誠を誓っている。
ヒムロ
悪魔召喚プログラムをインストールしたアームターミナル型コンプを用い悪魔を使役するデビルサマナー。オザワの配下ながら、プロのデビルサマナーとして単独行動をとっている。オザワの死に際し、ゴトウの意思を託す者としてゴトウの刀を引き継ぐ。
ケルベロス
ヒムロが使役する仲魔。かつてクガが戦闘の最中に命がけで助けた犬のタロウが災厄後の世界を生き残るために選んだ姿。
忌まわしきもの
第一の混沌。神話の時代に存在した八頭の龍で、駐日アメリカ大使館の地下深くでヒノカグツチにより封印されていたが、ユミによって剣が抜かれたことで復活し世界を焼き払った。
ハザマ / 狭間 偉出夫（はざま いでお）
第二の混沌。レイコの実兄であり、前作では魔界を支配者たる魔神皇を名乗り軽子坂高校を魔界へ転移した。一度はノブ達によって倒されたが、妹のレイコを利用することで転生を果たし、再びノブの前に姿を現す。都庁跡を本拠地としている。
ユウ
災厄後の世界で人間に化けた悪魔の手によって育てられた少女。地下世界の旧文明跡でユミによってノブとピクシーが封じ込まれたフロッピーディスクを拾い、2人を解放する。
その実態は災厄後の時代に生れ落ちた第三の混沌で、魔界の礎から全てを学び、天界より堕ちた際に分断されたわかれ身である"忌まわしきもの"とハザマをその身に取り込むことで完全体となり、カオスの象徴として魔界に君臨する。
トールマン
アメリカ合衆国でメシア教を創設した四賢者の一人で、日本のメシア教団の主任牧師である傍らで駐日アメリカ合衆国大使も務める。日本に選ばれた民による千年王国の建立と、混沌を生む人類の抹殺を企て、そのためにノブとユウを狙う。ゴトウの捨て身の攻撃により倒されるものの、災厄後に建立したメシア教の聖地・カテドラルの最下層でサラーの集めた子供たちをその身に取り込むことで完全体としての再生が着々と進行しつつある。

## 単行本
- 真・女神転生カーンI、1996年6月22日刊行、ISBN 4-89366-979-6
- 真・女神転生カーンII、1997年1月22日刊行、ISBN 4-7572-0088-9
- 真・女神転生カーンIII、1997年11月3日刊行、ISBN 4-89366-860-9
- 真・女神転生カーンIV 燼の章、1999年1月4日刊行、ISBN 4-7572-0280-6
- 真・女神転生カーンV 燼の章、1999年11月5日刊行、ISBN 4-7572-0570-8
- 真・女神転生カーンVI 颯の章、2000年7月12日刊行、ISBN 4-7577-0060-1
- 真・女神転生カーンVII 墠の章、2001年4月12日刊行、ISBN 4-7577-0374-0
- 真・女神転生カーンVIII 墠の章、2002年1月4日刊行、ISBN 4-7577-0692-8
- 真・女神転生カーンIX 最終章、2002年10月9日刊行、ISBN 4-7577-1015-1

## 小説版
『真・女神転生カーン 虚飾の楽園』（しんめがみてんせいカーン きょしょくのらくえん）というタイトルで小説版がファミ通文庫より1998年から1999年にかけて上下巻で発売された。著者は蕪木統文、口絵・イラストは原作者でもある柳澤一明が手がけている。原作の漫画とは異なる設定やストーリーの展開になっている。
- 真・女神転生カーン 虚飾の楽園 上、1998年12月4日刊行、ISBN 4-7572-0242-3
- 真・女神転生カーン 虚飾の楽園 下、1999年3月6日刊行、ISBN 4-7572-0334-9